# Valentina Margaglio
Valentina Margaglio (Casale Monferrato, 15 novembre 1993) è una skeletonista, ex bobbista, ex velocista, ex giavellottista ed ex pesista italiana.
Ha vinto la prima medaglia mondiale in assoluto per l'Italia nella storia dello skeleton, ottenuta nell'edizione di Altenberg 2020, quando vinse il bronzo nella gara a squadre in coppia con Mattia Gaspari.

## Biografia
Nata da padre italiano e madre originaria della Costa d'Avorio, Valentina Margaglio ha praticato l'atletica leggera a livello nazionale, cimentandosi sia nelle discipline veloci che in quelle di forza, in particolare nel getto del peso e nel tiro del giavellotto. Conta infatti una partecipazione ai campionati nazionali assoluti indoor del 2013, disputatisi ad Ancona, dove gareggiò nei 60 m, non riuscendo a qualificarsi per la finale. Nel 2014 invece prese parte ai campionati nazionali indoor Under-23 sempre nei 60 m indoor, mentre nel 2015 gareggiò nel peso e nel giavellotto ai campionati italiani outdoor Under-23.

Nel 2011 ha iniziato a gareggiare nel bob in qualità di frenatrice, partecipando ai Giochi olimpici giovanili invernali di Innsbruck 2012, dove fu quinta nel bob a due in coppia con Mathilde Parodi. Disputò anche due gare in Coppa Europa, una nel 2011 e l'altra nel 2015.

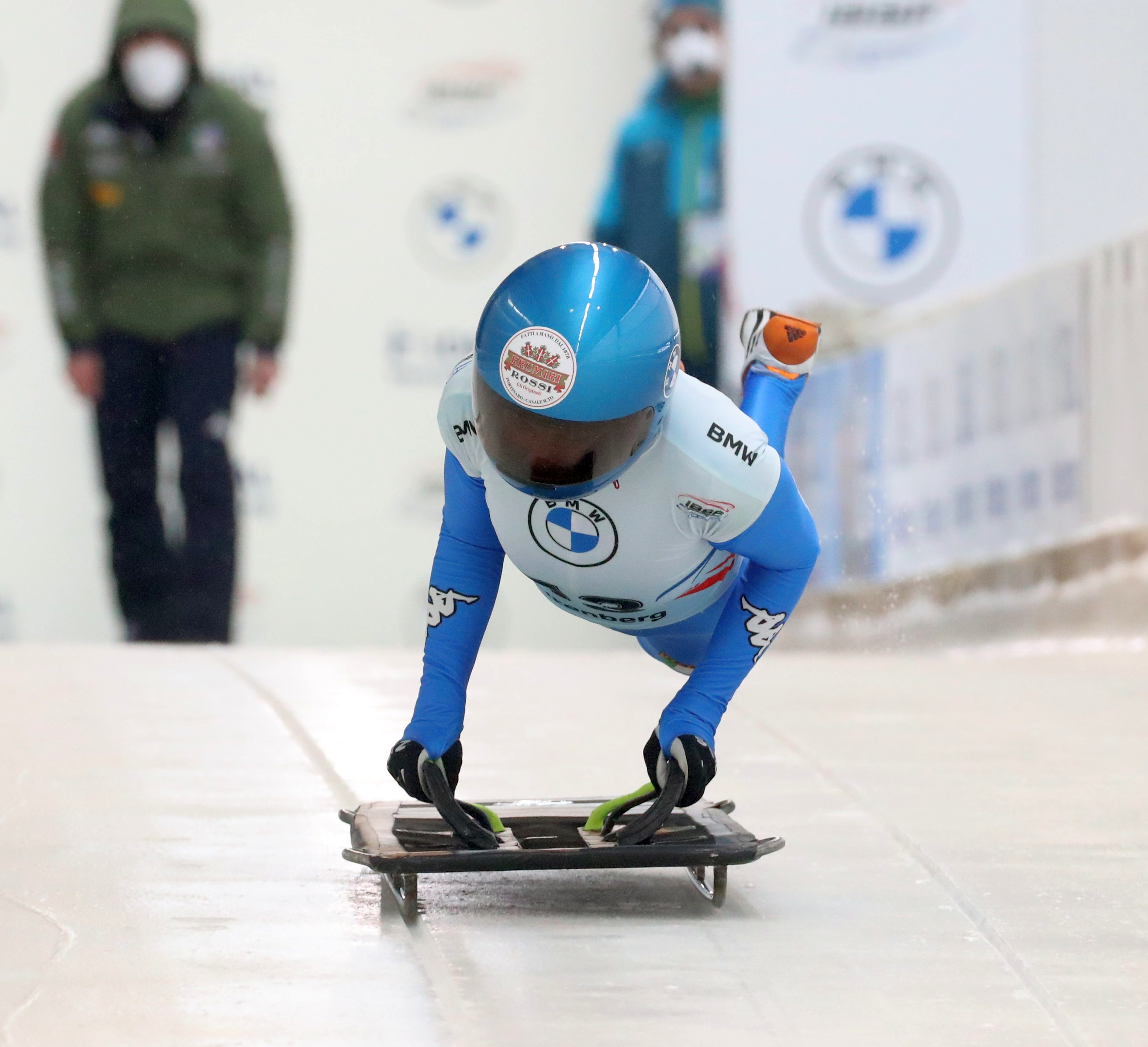
Valentina Margaglio in gara ai campionati mondiali di Altenberg 2021

Passò allo skeleton nel 2016 per la squadra nazionale italiana, debuttando in Coppa Europa a gennaio 2016 e giungendo nona in classifica generale al termine della stagione 2019/20, mentre in Coppa Intercontinentale terminò dodicesima al termine dell'annata 2017.18.
Esordì in Coppa del Mondo all'avvio della stagione 2018/19, il 14 dicembre 2018 a Winterberg, dove si piazzò ventesima al traguardo; il 26 novembre 2021 conquistò il primo podio italiano di sempre in Coppa del Mondo, piazzandosi al terzo posto a Innsbruck nella terza gara della stagione 2021/22. Detiene quale miglior piazzamento in classifica generale l'ottavo posto ottenuto al termine dell'annata 2020/21. 
Ha preso parte a quattro edizioni dei campionati mondiali conquistando in totale una medaglia di bronzo. Nel dettaglio i suoi risultati nelle prove iridate sono stati, nel singolo: ventottesima a Schönau am Königssee 2017, ventitreesima a Whistler 2019, diciassettesima ad Altenberg 2020 e dodicesima ad Altenberg 2021; nella gara a squadre: medaglia di bronzo ad Altenberg 2020 e ottava ad Altenberg 2021. Il bronzo a squadre ottenuto nell'edizione del 2020 in coppia con Mattia Gaspari rappresenta inoltre la prima medaglia mondiale in assoluto per l'Italia nella storia dello skeleton.
Agli europei ha vinto la medaglia di bronzo nella rassegna di Sankt Moritz 2022. Detiene inoltre quattro titoli nazionali, vinti nel 2016, nel 2017, nel 2019 e nel 2021.

## Palmarès

### Mondiali
- 1 medaglia:
  - 1 bronzo (gara a squadre ad Altenberg 2020).

### Europei
- 1 medaglia:
  - 1 bronzo (singolo a Sankt Moritz 2022).

### Coppa del Mondo
- Miglior piazzamento in classifica generale: 6ª nel 2021/22.
- 5 podi (4 individuali, 1 a squadre)
  - 1 vittoria (a squadre).
  - 3 secondi posti (individuali).
  - 1 terzo posto (individuale).

Coppa del Mondo - vittorie
| Data            | Località  | Paese    | Specialità                       |
| --------------- | --------- | -------- | -------------------------------- |
| 12 gennaio 2024 | St Moritz | Svizzera | Gara a squadre con Amedeo Bagnis |

### Coppa Intercontinentale
- Miglior piazzamento in classifica generale: 12ª nel 2017/18.

### Coppa Europa
- Miglior piazzamento in classifica generale: 9ª nel 2019/20;
- 2 podi (nel singolo):
  - 2 terzi posti.

### Campionati italiani
- 4 medaglie:
  - 4 ori (singolo a Igls 2016[3]; singolo a Igls 2017[4]; singolo a Igls 2019[5]; singolo a Igls 2021[6]).